# نوبويو أوياما
نوبويو أوياما (大山のぶ代 أوياما نوبويو) (إسمها الحقيقي نوبويو ياماشيتا (山下羨代 ياماشيتا نوبويو)) هي ممثلة يابانية ولدت في 16 أكتوبر 1936 في شيبويا، طوكيو.

## أدوارها في الأنمي

### مسلسلات أنمي تلفزيونية
- دورايمون - دورايمون
- سازايه-سان - كاتسوؤو إيسونو
- نوراكورو - نوراكورو
- هازيدون - هازيدون
- هاسل بانتش - بانتش
- دانغانرونبا ذي أنيميشن - مونوكوما
- الآلي الجبار زامبوت 3 - كابي جين

### أفلام أنمي
- دورايمون: نوبيتا و الديناصور - دورايمون
- دورايمون: نوبيتا و حرب النجوم الصغيرة - دورايمون
- دورايمون: نوبيتا و متاهة القصدير - دورايمون
- 2112 مولد دورايمون - دورايمون
- دورايمون: نوبيتا و الأبطال المجنحين - دورايمون
- دورايمون: نوبيتا و مملكة الآليين - دورايمون
- اليوم الذي ولدت فيه - دورايمون

## أدوارها في ألعاب الفيديو
- دورايمون 3: نوبيتا و جواهر الزمن - دورايمون
- دورايمون: أسطورة الصداقة - دورايمون
- دانغانرونبا: تريغر هابي هافوك - مونوكوما
- دانغانرونبا 2: غودباي ديسبير - مونوكوما
- دانغانرونبا أناذر إيبيسود: ألترا ديسبير غيرلز - مونوكوما

## أدوارها في الدبلجة اليابانية
- ذا لوسي شو - شيرمان باغلي

## وصلات خارجية
- نوبويو أوياما على موقع IMDb (الإنجليزية)
- نوبويو أوياما على موقع روتن توميتوز (الإنجليزية)
- نوبويو أوياما على موقع ميوزك برينز (الإنجليزية)
- نوبويو أوياما على موقع قاعدة بيانات الفيلم (الإنجليزية)
- نوبويو أوياما على موقع ليتربوكسد (الإنجليزية)
- نوبويو أوياما على موقع كينوبويسك (الروسية)
- نوبويو أوياما على موقع ANN person (الإنجليزية)